# Хакулинен, Вейкко
Ве́йкко Йо́ханнес Ха́кулинен (фин. Veikko Johannes Hakulinen; 4 января 1925 — 24 октября 2003) — финский лыжник, трёхкратный олимпийский чемпион и трёхкратный чемпион мира. Кроме того, выступал на соревнованиях национального и международного уровня в таких видах спорта, как биатлон, ориентирование, лыжное ориентирование, кросс, гребля.

## Биография
Хакулинен родился в карельском поселении Куркиёки (сейчас в составе России).
Воинское звание — сержант. Профессия — специалист лесного хозяйства.
Участвовал в четырёх зимних Олимпийских играх, на которых завоевал три золотых, три серебряных и одну бронзовую награды. На последней из своих Олимпиад в 1964 году участвовал в качестве биатлониста, однако в гонке на 20 километров финишировал лишь 15-м.
Был избран спортивной персоной года в Финляндии в 1952, 1953, 1954 и 1960 годах. За свои спортивные достижения в 1955 году был удостоен медали Хольменколлена.
Хакулинен умер в результате дорожной аварии 24 октября 2003 года в городе Валкеакоски, где он проживал.